# Іскри (фільм, 2015)
«Іскри» (англ. Embers) — американо-польський науково-фантастичний  фільм-драма, знятий Клер Карре. Світова прем'єра стрічки відбулась 18 вересня 2015 на Ольденбурзькому кінофестивалі. Також фільм показали в головному конкурсі 45-го Київського міжнародного кінофестивалю «Молодість».

## У ролях
- Джейсон Ріттер — хлопець
- Іва Ґочева — дівчина
- Ґрета Фернандес — Міранда
- Такер Смоллвуд — вчитель
- Карл Ґлусман — Хаос
- Сільван Фрідман — хлопчик
- Роберто Котс — батько
- Домінік Свейн — жінка в довгій сукні
- Метью Ґуліш — охоренець

## Визнання
| Нагороди та номінації фільму «Іскри» | Нагороди та номінації фільму «Іскри»            | Нагороди та номінації фільму «Іскри» | Нагороди та номінації фільму «Іскри» | Нагороди та номінації фільму «Іскри» | Нагороди та номінації фільму «Іскри» |
| Рік                                  | Нагорода                                        | Категорія                            | Номінант                             | Результат                            |                                      |
| ------------------------------------ | ----------------------------------------------- | ------------------------------------ | ------------------------------------ | ------------------------------------ | ------------------------------------ |
| 2014                                 | Кінопремія Gotham                               | Грант найкращій жінці-режисеру       | Клер Карре                           | Номінація                            |                                      |
| 2015                                 | Київський міжнародний кінофестиваль «Молодість» | «Скіфський олень» за найкращий фільм | «Іскри»                              | Номінація                            |                                      |
| 2016                                 | Фестиваль                                       | Премія «Астероїд» за найкращий фільм | «Іскри»                              | Перемога                             |                                      |